# Connie Carpenter-Phinney
Helen Constance Carpenter-Phinney –conhecida como Connie Carpenter-Phinney– (Madison, 26 de fevereiro de 1957) é uma desportista estadounidense que competiu em patinação de velocidade e ciclismo (nas modalidades de estrada e pista). Está casada com o ex-ciclista profissional Davis Phinney e mãe do ciclista Taylor Phinney.
Participou em dois Jogos Olímpicos, nas edições de Verão obteve uma medalha de ouro em Los Angeles 1984, na corrida de estrada, e nas de inverno o 7º lugar em Sapporo 1972, nos 1500 m de patinação de velocidade.
Ganhou duas medalhas no Campeonato Mundial de Ciclismo em Estrada, prata em 1977 e bronze em 1981.
No Campeonato Mundial de Ciclismo em Pista conseguiu duas medalhas, ouro em 1983 e prata em 1982, ambas na prova de perseguição individual.

## Medalheiro internacional

### Ciclismo em estrada
| Jogos Olímpicos    | Jogos Olímpicos               | Jogos Olímpicos   | Jogos Olímpicos |
| Ano                | Lugar                         | Medalha           | Competição      |
| ------------------ | ----------------------------- | ----------------- | --------------- |
| 1984               | Los Angeles ( Estados Unidos) | Medalha de ouro   | Estrada         |
| Campeonato Mundial |                               |                   |                 |
| Ano                | Lugar                         | Medalha           | Competição      |
| 1977               | San Cristóbal ( Venezuela)    | Medalha de prata  | Estrada         |
| 1981               | Praga ( Tchecoslováquia)      | Medalha de bronze | Estrada         |

### Ciclismo em pista
| Campeonato Mundial | Campeonato Mundial       | Campeonato Mundial | Campeonato Mundial     |
| Ano                | Lugar                    | Medalha            | Competição             |
| ------------------ | ------------------------ | ------------------ | ---------------------- |
| 1982               | Leicester ( Reino Unido) | Medalha de prata   | Perseguição individual |
| 1983               | Zurique ( Suíça )        | Medalha de ouro    | Perseguição individual |